# Могилів-Подільський молокозавод
Могилів-Подільський молокозавод — підприємство харчової промисловості у місті Могилів-Подільський Могилів-Подільського району Вінницької області України.

## Історія
Після початку Німецько-радянської війни з 23 червня 1941 року почалися повітряні бомбардування міста. 4 липня радянські війська відступили на лівий берег Дністра, 7 липня 1941 року розпочалися бої за Могилів-Подільський. 19 липня 1941 року він був окупований німецько-румунськими військами та включений до складу Румунії. Перед відступом гітлерівців усі промислові підприємства міста були зруйновані. 19 березня 1944 року місто було визволене радянськими військами.
У березні — квітні 1944 року вулиці міста були розчищені від уламків. Надалі почалося відновлення міського господарства. Після того, як було відновлено міську електростанцію та водогін, тут був побудований і введений в експлуатацію Могилів-Подільський маслоробний завод.
Загалом, у радянські часи маслозавод входив до числа провідних підприємств міста.
У травні 1995 року Кабінет Міністрів України ухвалив рішення про приватизацію маслозаводу. Надалі, державне підприємство було перетворено на відкрите акціонерне товариство «Могилів-Подільський молокозавод».
Завод займався переробкою молока та виробництвом цільномолочної продукції, вершкового масла, морозива та казеїну. 2007 року він виробив продукції на 29,24 млн. гривень.
Економічна криза, що почалася у 2008 році, ускладнила становище підприємства. 28 березня 2008 року господарський суд Вінницької області порушив справу про банкрутство заводу — у зв'язку з неоплатою підприємством власних векселів за заявою кредитора.
Пізніше завод перейшов у власність компанії Терра Фуд і використовувався як молокоприймальний пункт.
24 травня 2018 року господарський суд Вінницької області порушив справу № 902/224/18 про банкрутство молокозаводу.